# LaFee

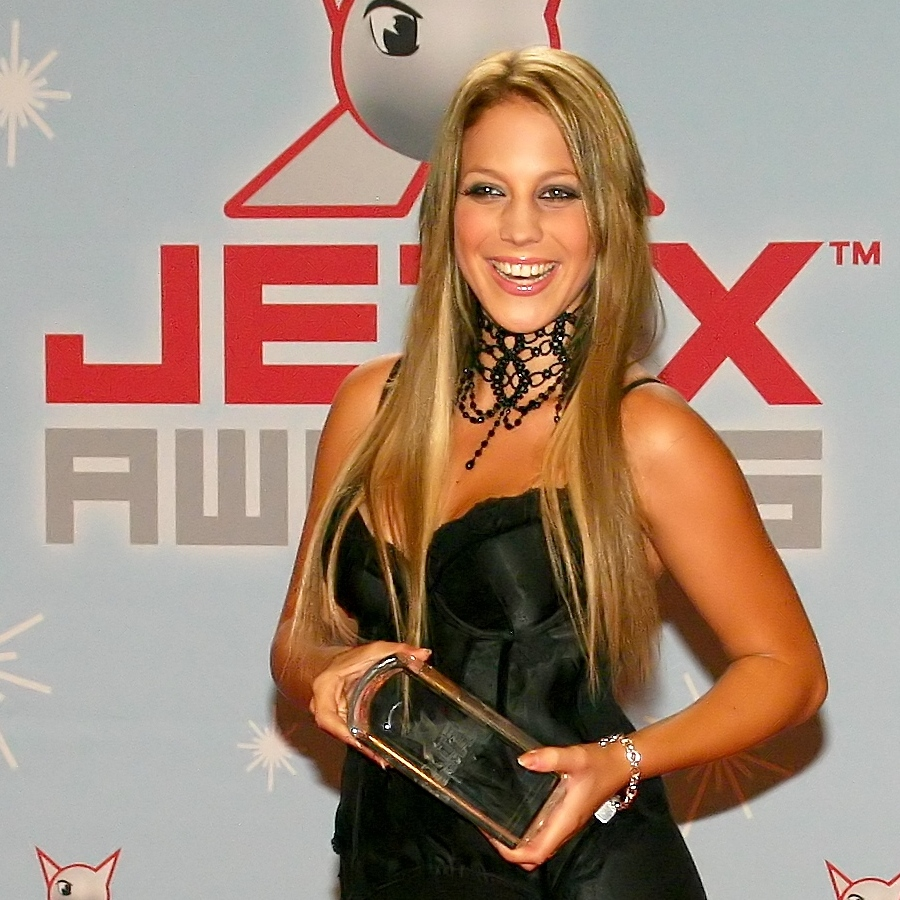
LaFee, Berlin (2008)

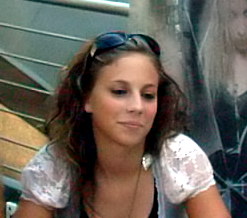
LaFee (2006)

LaFee, egentligen Christina Klein, född 9 december 1990 i Stolberg, Tyskland, är en tysk musiker och sångerska. Hon upptäcktes när hon var 13 år av musikproducenten Bob Arnz.

## Diskografi

### Studioalbum
- 2006 - LaFee
- 2007 - Jetzt Erst Recht
- 2008 - Shut Up
- 2008 - Ring Frei

### Singlar
- 2006 - Virus
- 2006 - Prinzesschen
- 2006 - Was Ist Das
- 2006 - Mitternacht
- 2006 - Zusammen
- 2007 - Heul Doch
- 2007 - Beweg dein Arsch
- 2007 - Wer Bin Ich
- 2008 - Shut Up
- 2008 - Ring Frei
- 2009 - Scheiss Liebe